# Athracht
Athracht (en gaélico Naomh Adhracht; en fuentes latinas Attracta) es la patrona de la parroquia de Locha Techet (Lough Gara) y Tourlestrane, condado de Sligo, Irlanda. Era hermana del obispo Conal de Drumconnell. Su día se celebra el 11 de agosto.

## Vida
Originaria del Condado de Sligo, Athracht decidió dedicarse a Dios, pero ante la oposición de sus padres, huyó al sur de Connacht e hizo su primera fundación en Drum, Condado de Roscommon, donde su hermano Conal había establecido una iglesia. El sitio acabó llamándose Drumconnell. Desde allí se trasladó a Greagraighe o Coolavin, condado de Sligo. Su leyenda declara que profesó como monja ante San Patricio en Coolavin. Entonces se mudó a Lough Gara, donde fundó un albergue para viajeros en un sitio ahora llamado Killaraght en su honor. El albergue funcionó hasta 1539. Era conocida por su caridad y hospitalidad para con viajeros y personas sin hogar.
Vivió hasta el siglo VI, y es asociada con Conainne. La tradición local recuerda sus grandes poderes de curación. Sus conventos eran famosos por la hospitalidad y caridad hacia los pobres.

## Legado
Un pozo local lleva su nombre, al igual que la escuela secundaria en Tubbercurry y la segunda iglesia de la parroquia en Kilmactigue.
St. Attracta Senior School, en Dublín es nombrada por ella.